# Georg Piltz
Gideon Georg Piltz,  född den 20 december 1900 i Östra Fågelviks församling, Värmlands län, död den 20 december 1965 i Örebro, var en svensk läkare. Han var son till Nils Gustaf Nilsson samt bror till Paul och Constantin Piltz. 
Piltz avlade studentexamen i Karlstad 1920, medicine kandidatexamen i Uppsala 1925 och medicine licentiatexamen vid Karolinska institutet 1930. Han var extra läkare vid Sätra brunn 1926, i Bjästa och Färila distrikt kortare perioder 1929, vid flygskjutskolan i Rinkaby 1930, tillförordnad provinsialläkare i Borrby, Stegeborgs och Leksands distrikt kortare tider 1930 och 1931, i Bodens distrikt samt tillförordnad järnvägsläkare 1931, tillförordnad andre underläkare vid Gävle lasaretts medicinska avdelning samma år, assistansläkare vid kirurgiska avdelningen där 1931–1932, tillförordnad andre och tillförordnad förste underläkare vid medicinska avdelningen 1932, underläkare vid Kristianstads lasaretts medicinska avdelning 1933–1935, tillförordnad stads- och badläkare i Marstrands stad sommaren 1935, underläkare vid länssanatoriet vid Sundsvall 1935–1936, extra läkare vid epidemisjukhuset i Stockholm 1936, underläkare vid Sahlgrenska sjukhusets medicinska avdelning 1937–1938, tillförordnad förste provinsialläkare i Gotlands län 1938, tillförordnad provinsialläkare i Vaggeryds distrikt 1938–1939, tillförordnad förste stadsläkare i Sala, tillförordnad underläkare vid Sankta Maria sjukhus i Helsingborg 1939, tillförordnad förste provinsialläkare i Norrbottens län samma år, extra provinsialläkare i Kristdala distrikt 1940–1942, provinsialläkare i Ljungsbro distrikt 1942–1957, i Örebro distrikt från 1957.